# Unione Sportiva Lecce 1954-1955
Questa voce raccoglie le informazioni riguardanti l'Unione Sportiva Lecce nelle competizioni ufficiali della stagione 1954-1955.

## Divise
| Casa |

## Rosa
| N. |                   | Ruolo | Calciatore          |
| -- | ----------------- | ----- | ------------------- |
|    | Italia (bandiera) | P     | Ernesto Kalin       |
|    | Italia (bandiera) | P     | Guido Vandone       |
|    | Italia (bandiera) | D     | Fernando Terzolo    |
|    | Italia (bandiera) | D     | Francesco Giannuzzi |
|    | Italia (bandiera) | D     | Franco Carminati    |
|    | Italia (bandiera) | D     | Lucio Asta          |
|    | Italia (bandiera) | C     | Ballabbio           |
|    | Italia (bandiera) | C     | Giuseppe Giorgino   |
|    | Italia (bandiera) | C     | Fulvio Fonda        |

| N. |                   | Ruolo | Calciatore         |
| -- | ----------------- | ----- | ------------------ |
|    | Italia (bandiera) | C     | Francesco Grazioli |
|    | Italia (bandiera) | C     | Giovanni Visintin  |
|    | Italia (bandiera) | C     | Carlo Lenci        |
|    | Italia (bandiera) | C     | Maurizio Zanier    |
|    | Italia (bandiera) | C     | Giorgio Santelli   |
|    | Italia (bandiera) | C     | Angelo Frigo       |
|    | Italia (bandiera) | C     | Nevio Bartolaccini |
|    | Italia (bandiera) | A     | Alfio Balbiano     |
|    | Italia (bandiera) | A     | Anselmo Bislenghi  |

## Fonte
- WLecce.it.